# SIP for Instant Messaging and Presence Leveraging Extensions
SIP for Instant Messaging and Presence Leveraging Extensions (SIMPLE) ist ein Internetstandard, der das eigentlich für Internet-Telefonie vorgesehene Session Initiation Protocol (SIP) um Instant-Messaging- und Präsenzinformationen ergänzt. Das Protokoll kam 2001 aus seiner Beta-Phase.